# Puycelsi
Puycelsi è un comune francese di 499 abitanti situato nel dipartimento del Tarn nella regione dell'Occitania.
Si è chiamata Puycelci fino al 22 marzo 2011.

## Società

### Evoluzione demografica
Abitanti censiti